# Hexagonia lucasseni
Hexagonia lucasseni is een keversoort uit de familie van de loopkevers (Carabidae). De wetenschappelijke naam van de soort is voor het eerst geldig gepubliceerd in 1889 door Van de Poll.